# Ion Cubicec
Ion Cubicec (* 10. November 1917 in Rumänien; † 13. Oktober 1998 in San Salvador) war ein salvadorianischer Musikpädagoge und Komponist rumänischer Herkunft.
Cubicec studierte Musik in Bukarest und Wien. 1950 wanderte er nach El Salvador aus und erhielt vom Kulturministerium einen Lehrstuhl für Harmonielehre, Kontrapunkt und Komposition an der Escuela de Música. Noch im gleichen Jahr gründete er die Sociedad Coral Salvadoreña, die später als Coro Nacional de El Salvador bekannt wurde. 1957 wurde er Staatsbürger von El Salvador. Im Jahr 1962 übernahm er die Leitung der Musikabteilung der Escuela Normal Superior, 1968 wurde er Direktor für Kultur beim Bildungsministerium und 1974 Direktor des Departamento de Extensión Musical an der Universidad de El Salvador. Zu seinen Kompositionen zählen die Miniaturas, mit denen junge Pianisten in Musikstile und -sprachen des 20. Jahrhunderts eingeführt werden.